# Eremo di San Michele (Sanremo)
L’Eremo di San Michele è un antico luogo di culto, di imprecisate origini altomedievali, situato a Sanremo, a metà strada lungo la via che dal Campo Golf porta alla frazione di San Romolo. 
Fu restaurato intorno al 1855-1860 dal conte Toffetti, e ne divenne la sua ultima residenza durante l'esilio-eremitaggio che fu costretto a condurre in seguito ai moti rivoluzionari indipendentisti. Dell'antico cenobio restano intatte alcune parti, tra cui probabilmente la chiesetta di San Michele, qualche suo arredo, gli altari lignei, alcuni capitelli ed il refettorio. Nella cripta, invece, sono conservati alcuni pregevoli oggetti sacri, probabilmente aggiunti dal conte. 
L'esterno oggi è visitabile, mentre l'interno è aperto poche volte l'anno, in occasione di ricorrenze religiose o matrimoni. 
La sua storia è molto interessante. 

## Storia
Nel 1849 era morto in esilio a Porto, in Portogallo, il re Carlo Alberto, ma nessuno aveva prestato fede alla cosa. La voce comune voleva che il sovrano fosse rimasto nascosto in patria, per seguire meglio il succedersi degli avvenimenti che avrebbero, nel giro di qualche anno, portato all'Unità d'Italia. Da più parti, inoltre, si sussurrava che si fosse stabilito nella Liguria di Ponente. Nel 1855 era sbarcato a Sanremo un gentiluomo misterioso, dal volto solcato da rughe profonde, il vestire elegante ed i modi leggermente militareschi. Costui, dopo aver osservato le rovine dell'antico castello, aveva preso il sentiero che porta a San Romolo, fermandosi in un caseggiato (intonato col folklore boschivo della zona, la quale consente di ammirare il mare e le vallate dei fiumi San Romolo e San Francesco), costruito sui ruderi dell'antico cenobio altomedievale, edificato da monaci provenzali dell'Abbazia di Lerino e dedicato a San Michele Arcangelo. I sanremesi, subito, collegarono la diceria agli enigmatici comportamenti di quell'aristocratico signore che era scomparso quasi subito con destinazione ignota. Poco dopo, si venne a sapere della sua presenza a San Michele e dei restauri alla chiesetta, che era stata raccordata allo stabile. Nacque, così, il mito di Carlo Alberto esule ai confini dei boschi di Bignone, cui fu dato sempre maggior credito per via delle fugaci, quanto oscure, visite di un personaggio all'eremita, compiute sempre al calar del Sole e per poco tempo; l'incognito visitatore, quindi, non sarebbe stato altri che suo figlio, Vittorio Emanuele II. La leggenda era alimentata anche dai mendicanti, cui mai veniva negata l'elemosina, e dalle periodiche apparizioni di un giovane prete che si recava a celebrare la messa. Chi era veramente quell'individuo impenetrabile, che per undici anni non si allontanò mai dall'eremo? Era il conte Michele Toffetti, nobile veneziano nato il 16 maggio 1796, discendente per via materna dai Gonzaga. In gioventù era stato un patriota e prese parte ai moti risorgimentali. Erede di una ricchissima fortuna, fu proprio grazie a questa che poté trarre i mezzi per alimentare il movimento politico di liberazione di Venezia. Repressa la rivolta, fu messo al bando da parte della polizia austriaca, che gli confiscò gran parte dei beni e ne decretò l'arresto immediato. Fortunatamente, riuscì a fuggire a Milano, vestito da contadino, e prese parte alle famose Cinque Giornate. Nuovamente costretto alla fuga, scappò nascosto in una botte e riparò presso il convento dei padri cappuccini di Voltri, il cui priore, padre De Canis, originario di Sanremo, in poco tempo ne diventò grande amico, e cercò un modo per metterlo al sicuro. Si rivolse, così, al fratello Maurizio, muratore sanremese, incaricandolo di recuperare denaro ed altri preziosi nell'appartamento milanese del conte, con i quali avrebbe comprato un terreno lontano dalla città e costruito un'abitazione con contigua cappella, più una dipendenza per Maurizio stesso e la sua famiglia, poiché egli si assunse volentieri l'impegno di condividere l'esilio di Toffetti. Il conte, come detto, preso possesso di quei terreni non se ne sarebbe più allontanato. Il 27 ottobre 1866 il necrologio della sua morte, pubblicato sulla stampa locale, pose fine a questa leggenda nata tra le campagne dei due Susenei. Maurizio De Canis ne fu l'erede universale, ed alla morte di quest'ultimo l'Eremo fu donato alla parrocchia di San Giuseppe.